# Choummaly Sayasone
Choummaly Sayasone, född den 6 mars 1936 i Attapu, Laos, är en laotisk politiker. Han var landets president mellan 2006 och 2016 och generalsekreterare för Laotiska revolutionära folkpartiet under samma period.
Sayasone kom med i partiets politbyrå 1991 och var försvarsminister mellan 1991 och 2001, då han blev vicepresident fram till 2006. Han valdes till partiets generalsekreterare den 21 mars 2006 vid den åttonde partikongressen och blev med det garanterad posten som landets president, en post som han tillträdde den 8 juni samma år. Den 22 januari 2016 avgick han som partiets generalsekreterare och den 20 april samma år avgick han som landets president.